# Eliot Blackwelder
Eliot Blackwelder (* 4. Juni 1880 in Chicago; † 14. Januar 1969) war ein US-amerikanischer Geologe.

## Leben
Blackwelder sammelte schon als Jugendlicher Käfer und Schmetterlinge und beobachtete Vögel. Er studierte ab 1897 Geologie in Chicago mit dem Bachelor-Abschluss 1901 und nahm an einer China-Expedition unter Bailey Willis teil. Auf der Hinfahrt über Sibirien besuchten sie den Internationalen Geologenkongress in Wien. Ab 1905 war er an der University of Wisconsin, an der er 1910 eine volle Professur erhielt. 1914 wurde er in Chicago promoviert und 1916 wurde er Professor für Geologie an der University of Illinois. In dieser Zeit arbeitete er auch viel im Sommer für den US Geological Survey. 1919 ging er als Gastprofessor an die Stanford University, wurde aber noch im selben Jahr Chefgeologe der Argus Oil Company in Denver. 1921 wurde er Professor in Harvard und 1922 wechselte er nach Stanford, wo er bis zu seiner Emeritierung 1945 die Geologie-Fakultät leitete.

## Entdeckungen und Ehrungen
Er befasste sich mit Geomorphologie von Wüstenregionen und wies das frühere Vorhandensein von Seen in ariden Regionen von Südkalifornien und Nevada nach und studierte Vergletscherung in den Rocky Mountains und der Sierra Nevada. Er erkannte als einer der Ersten, dass der Meteorkrater in Arizona ein Impakt-Krater ist, studierte Erdrutsche und wies die Erosionsfähigkeit von Eis bei tiefen Temperaturen nach. In China fand er Hinweise auf eine präkambrische Vergletscherung (Marinoische Eiszeit). Sein Muddy Creek Problem bezeichnet ein geologisches Rätsel bei der Entstehung des Grand Canyon, auf das er stieß, als er als Geologe am Hoover Dam arbeitete.
1940 war er Präsident der Geological Society of America und 1947 bis 1949 der Seismological Society. Er war Mitglied der California Academy of Sciences, der National Academy of Sciences (1936) und seit 1939 der American Philosophical Society. Er war Ehrenmitglied der Geologischen Vereinigung.
Der Blackwelder-Gletscher im ostantarktischen Viktorialand ist ihm zu Ehren benannt.

## Privatleben
Er war seit 1904 verheiratet und hatte sieben Kinder. Sein Sohn Richard Blackwelder (1909–2001) war Professor für Zoologie an der Southern Illinois University.